# Lucas Fox
Lucas Fox (Londra, ...) è un batterista britannico che ha fatto parte della prima formazione della band heavy metal Motörhead, e, in seguito, del gruppo punk londinese Warsaw Pakt.
Nel 1975, Fox è stato invitato (assieme a Larry Wallis) da Lemmy Kilmister a fare parte della sua nuova band originariamente chiamata Bastard e poi Motörhead.
La band cominciò supportando i Greenslade e facendo cover. Il loro debutto ufficiale fu il 20 luglio dello stesso anno alla The Roundhouse.
Fox fu loro batterista solo per sei mesi; infatti venne sostituito durante le sessioni del loro primo album On Parole da Philty Animal Taylor.
L'unica canzone con Fox alla batteria nella storia della band è "Lost Johnny".
Nella primavera del 1977 a Londra, si formarono i Warsaw Pakt; con Andy Colquhoun e John Walker alle chitarre, Lucas Fox alla batteria e Chris Underhill al basso.
Il loro album di debutto "Needle Time" è stato pubblicato attraverso la Island Records e, in un lavoro eccezionale, è stato registrato, masterizzato, prodotto e distribuito in solo 24 ore; dalle 22.00 del 26 novembre alle 19.00 del giorno successivo.
Nella prima settimana vennero vendute 5 000 copie e l'etichetta decise di sciogliere il loro contratto.
La band continuò a suonare localmente prima di sciogliersi definitivamente nel marzo 1978.
Lucas Fox è inoltre stato uno dei pochi batteristi impiegati da The Scientist tra il 1985 e il 1986.

## Discografia

### Motörhead
- 1997 - On Parole EMI (724385479427), ristampa, solo nella canzone "Lost Johnny"
- 1991 - The Birthday Party - Live[1]

### Warsaw Pakt
- 1977 - Warsaw Pakt - Needle Time Island Records (ILPS9515)